# Markus Dürst
Markus Dürst (* 5. Juli 1982) ist ein Schweizer Musiker und Komponist.

## Leben
Dürst gewann 2001 mit der eigens für diesen Anlass gegründeten Gruppe „Firlefanz“ den eidgenössischen Jungmusikanten-Wettbewerb und im gleichen Jahr erfolgte die erste CD-Aufnahmen mit dem Trio Eugster.
2002 gründete er mit seinem Stiefvater Hansjörg Rohner, einem Musikdozenten an der Pädagogischen Hochschule in Rorschach und Adriano Aprile, einem zweifachen Schweizermeister, die Gruppe „Innovativo“. 2003 wurde er zusammen mit Adriano Aprile Schweizer Vizemeister im Duo Oberstufe Akkordeon. Im Jahr 2010 erschien mit "MusiggDürst" Dürsts erste Solo-CD.
Als "DJ Madü" ( auch "DJ MADUE" ) produziert er seit 1990 experimentellen Elektro, Goa und Dubstep. Im Jahr 2011 kam die erste CD "DJ Madü Live 2011" auf den Markt. Zusammen mit Rico Fischbacher arbeitete Dürst gemeinsam an einem CD-Projekt, das ebenfalls experimentelle Musik mit elektronischen und akustischen Klängen beinhaltete. Der Name des Projekts war auch der Name der CD: "Drumloop – das Projekt".
Mit Wolfgang Verocai arbeitet Dürst seit seinem 25. Lebensjahr bis heute in einigen seiner Bands zusammen. Er war 2011 als Gastmusiker auf der CD "Moatlaschmecker" der Musikgruppe Schellinski dabei. Im Jahre 2013 erhielt er ein Angebot der JMSAH (Jugendmusikschule Arbon/Horn). 2014 wurde er Musiklehrer an der JMSAH, an der er seitdem Akkordeonmusik unterrichtet.
2014 bis 2015 wurde zusammen mit Wolfgang Verocai ein neues Konzertkonzept erarbeitet, das bald darauf in Wien, Irland, der Schweiz und Österreich präsentiert wurde. Dieses Konzept beinhaltet neue Lieder und eine neue CD, welche Ende 2015 live im ORF-V Landesstudio unter dem Namen "HETTI,WETTI,TÄTI" präsentiert wurde.
Im Jahre 2016 wurde eine Tournee mit dem neuen Programm mit mehreren Konzerten durchgeführt. Ebenso ein weiterer Auftritt im ORF-V Landesstudio.

## Diskographie (Auszug)
Radio EVIVA (Produktion unter der Leitung von Trio Eugster)
- 2002: EVIVA Vollträffer! Vol.5
- 2002: Firlefanz & Nicolas Senn

Markus Dürst
- 2010: MusiggDürst
- 2012: Heimälimusig – Musig Us Am Pepibeizli
- 2019: Eine Reise durch Raum und Zeit

DJ Madü
- 2011: DJ Madü Live 2011

Drum Loop Project
- 2011: Drumloop – Das Projekt

Wolfgang Verocai
- 2011: 50 Plus
- 2013: Zigünarnacht
- 2015 – 2016: HETTI,WETTI,TÄTI

Schellinski
- 2011: Moatlaschmecker